# بیدگنه

بیدگنه، بخشی از توابع  شهرستان ملارد استان تهران ایران میباشد.

## جمعیت
از نظر جغرافیایی بیدگنه در ملارد قرار دارد و بر اساس سرشماری سال ۱۳۸۵ جمعیت آن (۱۴۶۷ خانوار) 10000نفر بوده‌است.

## تخت کیکاووس
در قسمت جنوبی روستای بیدگنه، کوهی کم ارتفاع و صخره ای با سنگ های آذرین قرار دارد که بنابر شواهد و در دوران ساسانیان، آتشکده ای مقدس برروی آن وجود داشته که بعدها با نام تخت کیکاووس مشهور شده است.

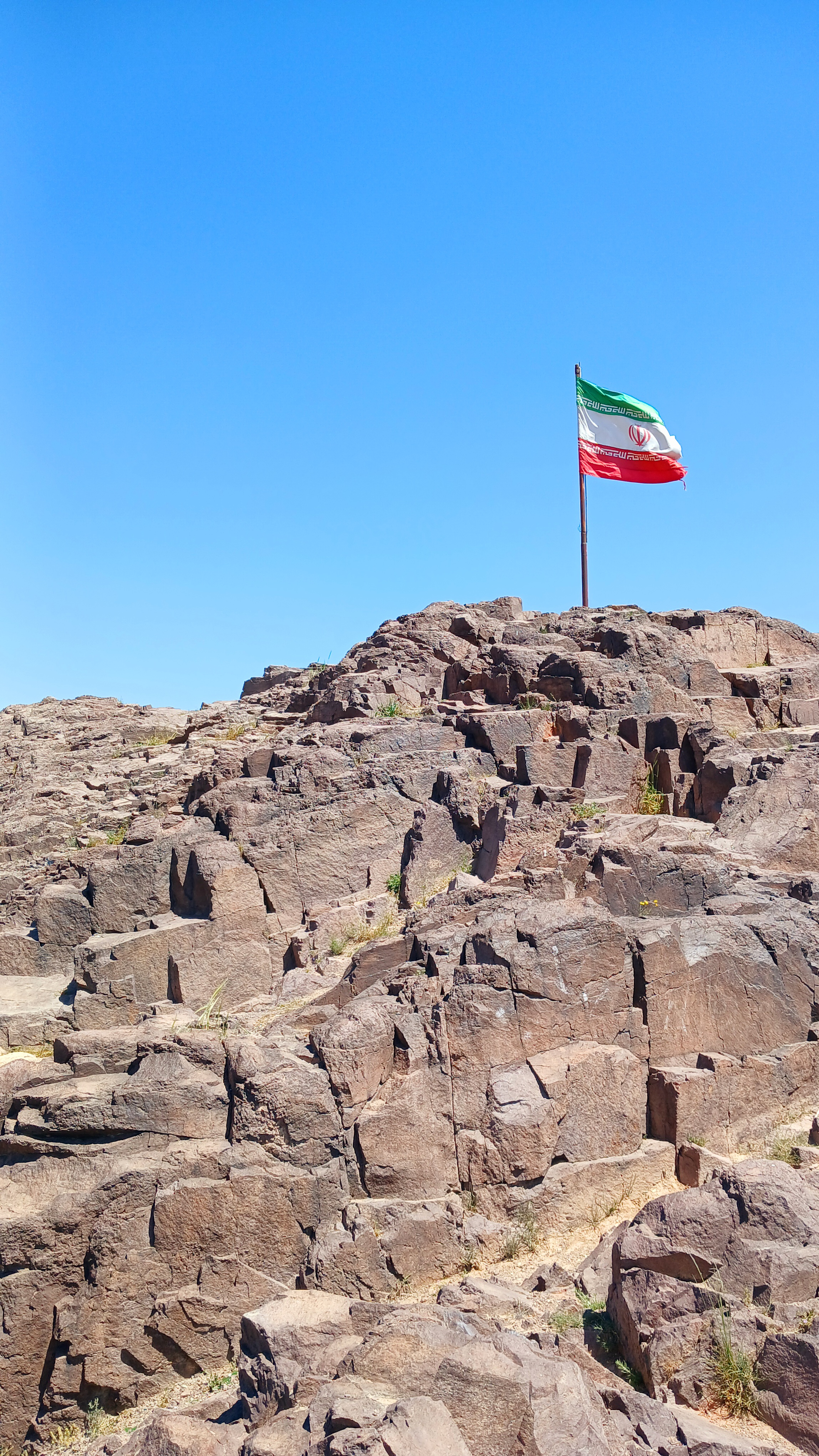
نوک کوه تخت کیکاووس

## حادثه انفجار
انفجار در انبار مهمات بیدگنه حادثه‌ای است، که در حدود ساعت ۱۳ روز ۲۱ آبان ۱۳۹۰ در پادگان مدرس یا پادگان امیرالمونین واقع در بیدگنه از روستاهای شهرستان ملارد (استان تهران) اتفاق افتاد. صدای انفجار تا کرج و شرق تهران شنیده و در نزدیکی محل حادثه باعث شکستن شیشه‌های ساختمان‌ها شد.

## نگارخانه

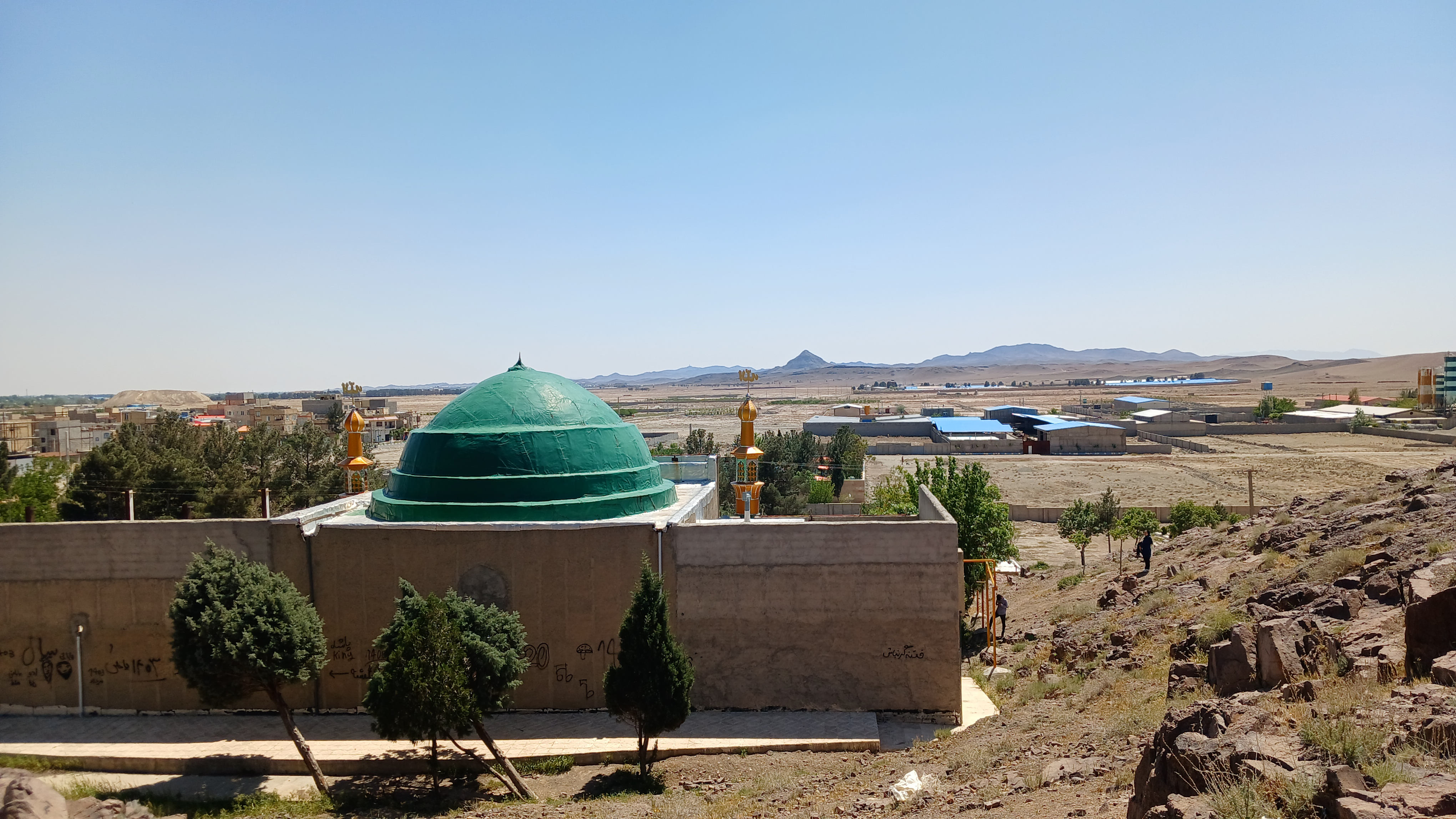
آرامگاه امامزاده قاسم در کنار کوه تخت کیکاووس که پیرامون آن را، گورستان بیدگنه فرا گرفته است
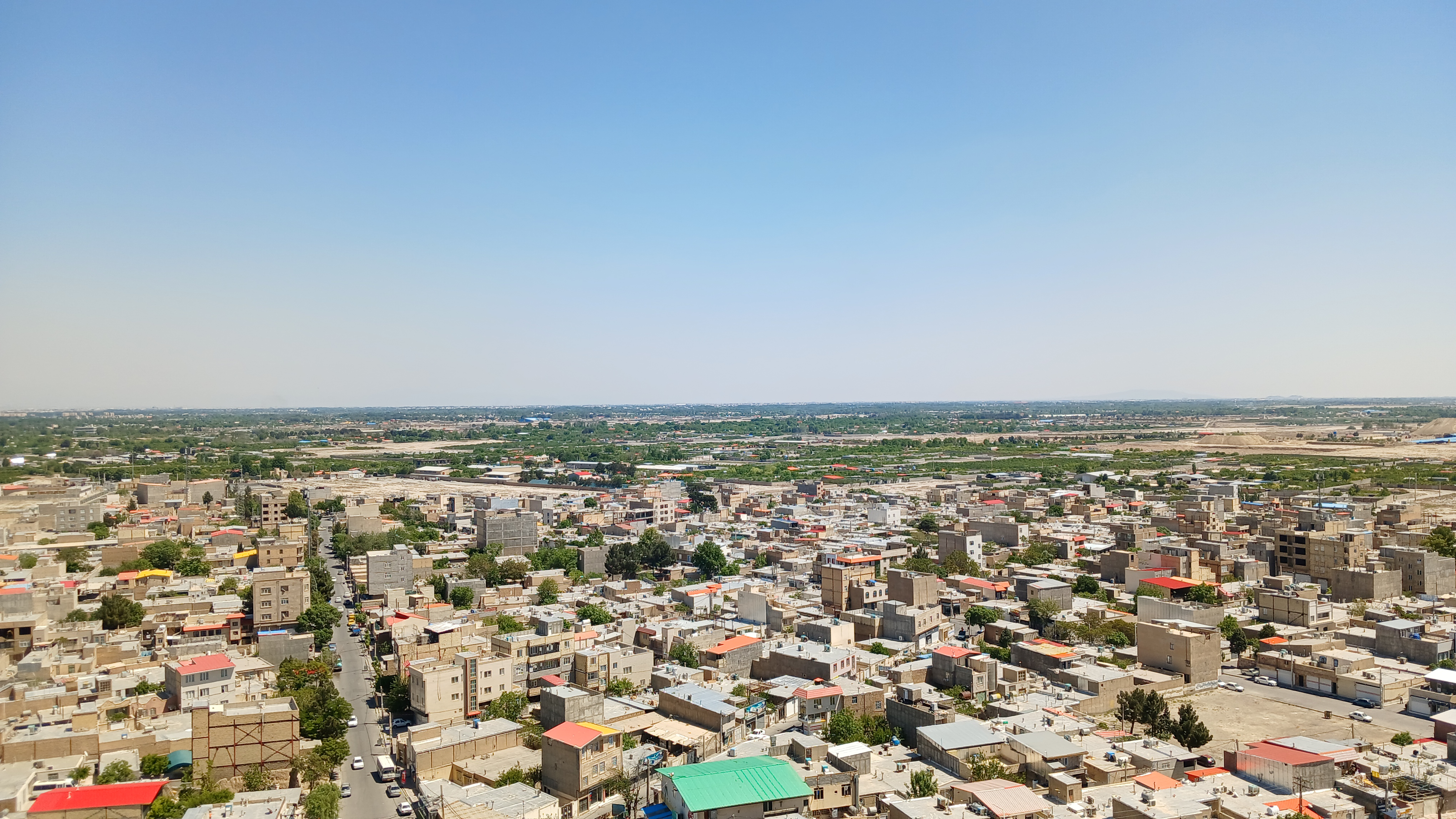
نمای روستای بیدگنه از بالای تخت کیکاووس که در آن، مزارع و باغات ملارد (سمت چپ) و شهریار (تهران) (سمت راست) دیده می شوند